# Bob hund
bob hund er et svensk indierockband. De har siden 90'erne spillet rockmusik med tekster på svensk (med skånsk dialekt) og udgivet otte albums.

## Bandet
bob hund blev dannet i 1991 og består af Thomas Öberg, Jonas Jonasson, Johnny Essing, Mats Andersson, Conny Nimmersjö og Mats Hellquist.
Senere hen har bob hund dannet et alter-ego band ved navn Bergman Rock. I Bergman Rock har de bevæget sig væk fra deres ellers så karakteristiske skånske sangtekster, og begyndt at synge på engelsk. 
bob hund er efterhånden blevet mere eller mindre kendt udenfor Sverige, med flere koncerter i både Danmark, Norge og England.
Thomas Öberg og Jonas Jonasson har i øvrigt dannet DJ-duoen ved siden af bob hund og Bergman Rock, nemlig Sci-Fi Skåne, som ofte optræder med DJ'en Playboy Marse. Sci-Fi Skåne udgav i 2005 albummet Känslan av att jorden krymper, växer
Medlemmerne i bob hund har desuden medvirket i flere andre bands, blandt andet har Conny Nimmersjö medvirket på Sonic Negroes debut EP – Get Down. Der udover har Conny Nimmersjö også produceret det finske band ... And The Lefthanded's debutalbum.
Graham Coxon (guitarist i Blur) er en stor fan af bob hund, så stor fan at han i sit solo show optrådte med et bob hund nummer på skånsk 

### Medlemmer
- Thomas Öberg (Vokal)
- Johnny Essing (Guitar)
- Conny Nimmersjö (Guitar)
- Mats Hellquist (Bas)
- Jonas Jonasson (synth)
- Mats Andersson (Trommer)

## Diskografi

### Album
- 1993 – bob hund (album 1993)
- 1994 – bob hund (album 1994)
- 1996 – Omslag: Martin Kann
- 1998 – Jag rear ut min själ! Allt ska bort!!!
- 2001 – Stenåldern kan börja
- 2002 – Ingenting
- 2009 – Folkmusik för folk som inte kan bete sig som folk
- 2011 – Det överexponerade gömstället

### EP'er
- 1996 – Istället för musik: Förvirring

### Singler
- 1994 – Edvin Medvind
- 1996 – Düsseldorf
- 1997 – Ett fall & en lösning
- 1998 – Nu är det väl revolution på gång?
- 1999 – Helgen v.48
- 2001 – Skall du hänga med? Nä!!
- 2001 – Dansa efter min pipa
- 2002 – Den lilla planeten
- 2003 – Det där nya som skulle vara så bra

### Opsamling og Live
- 1999 – bob hund sover aldrig (live)
- 2002 – 10 år bakåt och 100 år framåt

### Vinyl
- 2002 – 10 år bakåt och 100 år framåt
- 2002 – bob hund Ystad 7 oktober 2002 (live)

### Filmografi
- 1999 – bob hund - En film av Dan Sandqvist och Martin Kann

## Priser
- 1994 – Svensk Grammy "Bedste Live Band"
- 1996 – Svensk Grammy "Bedste Tekster"